# شهرستان دالاس (آیووا)
شهرستان دالاس، آیووا (به انگلیسی: Dallas County, Iowa) شهرستانی در ایالات متحده آمریکا است که در آیووا واقع شده‌است.